# Volfîne, Bilopillea
Volfîne (în ucraineană Волфине) este un sat în comuna Pavlivka din raionul Bilopillea, regiunea Sumî, Ucraina.

## Demografie
Componența lingvistică a localității Volfîne
     Ucraineană (91,17%)
     Rusă (5,99%)
Conform recensământului din 2001, majoritatea populației localității Volfîne era vorbitoare de ucraineană (91,17%), existând în minoritate și vorbitori de rusă (5,99%) și armeană (2,84%).